# 特雷利萨克
特雷利萨克（法語：Trélissac，法語發音：[tʁelisak]），法国西南部城市，新阿基坦大区多尔多涅省的一个市镇，隶属于佩里格区，其市镇面积为22.88平方公里，2022年1月1日时人口数量为7,319人，在法国城市中排名第1,561位。
特雷利萨克位于多尔多涅省中部，伊勒河右岸，是省会佩里格的一个近郊卫星城，因其境内的特雷利萨克足球俱乐部而闻名。

## 地名来源

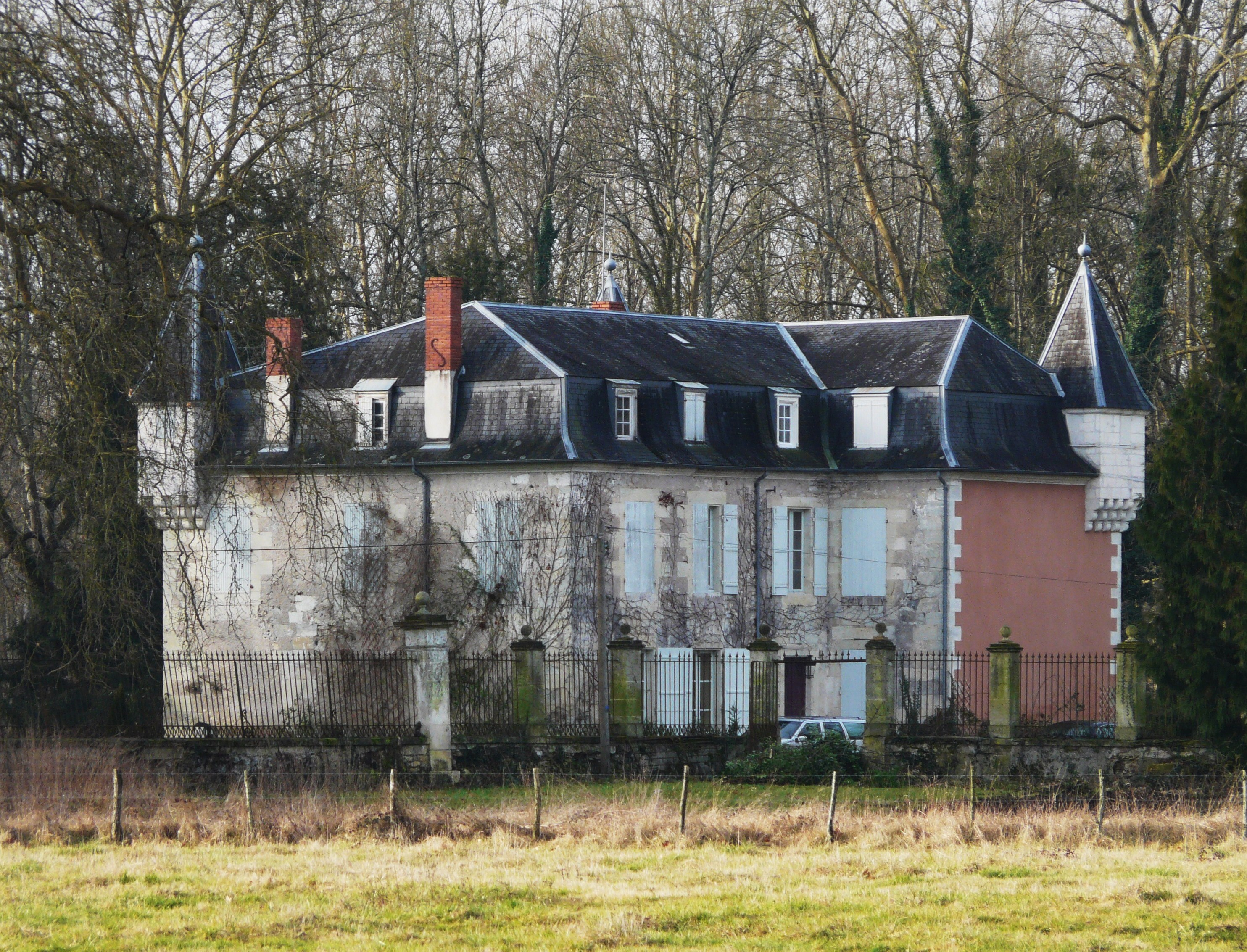
特雷利萨克的一处旧庄园

根据当地官方网站的论述，“特雷利萨克”一名最初以拉丁语“Trilicius”的形式被记载，该名称可能来源于高卢人名。在奥克语中，“特雷利萨克”则被拼写作“Trelhissac”
在卡西尼地区上，“特雷利萨克”则以“Traillissac”的形式被记载。

## 历史
特雷利萨克历史上长期为佩里戈尔地区的一个普通农业村落，法国大革命后，特雷利萨克成为多尔多涅省的一个市镇。工业革命期间，法国国道N21线由此通过，其市镇中心逐渐转移至公路附近。二战后，随着佩里格的城市扩张，特雷利萨克成为佩里格的一个近郊卫星城，当地出现了大片新兴居民区。

## 地理

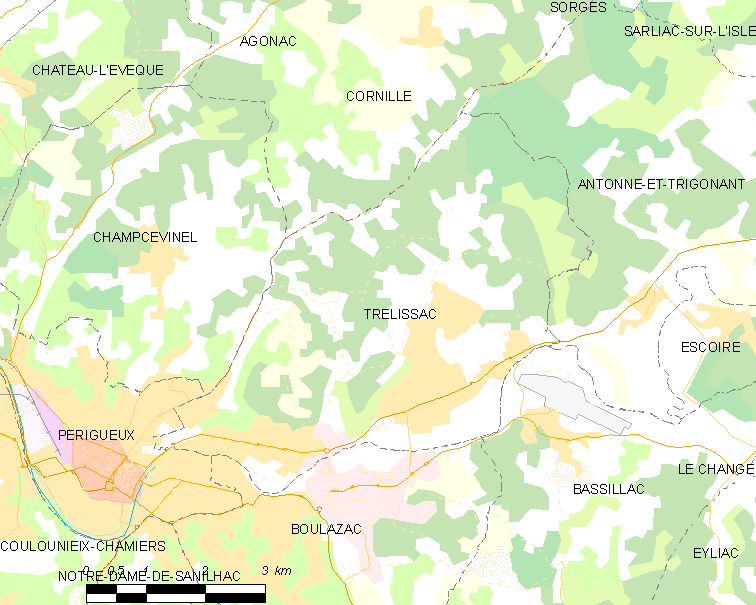
特雷利萨克市镇范围地图

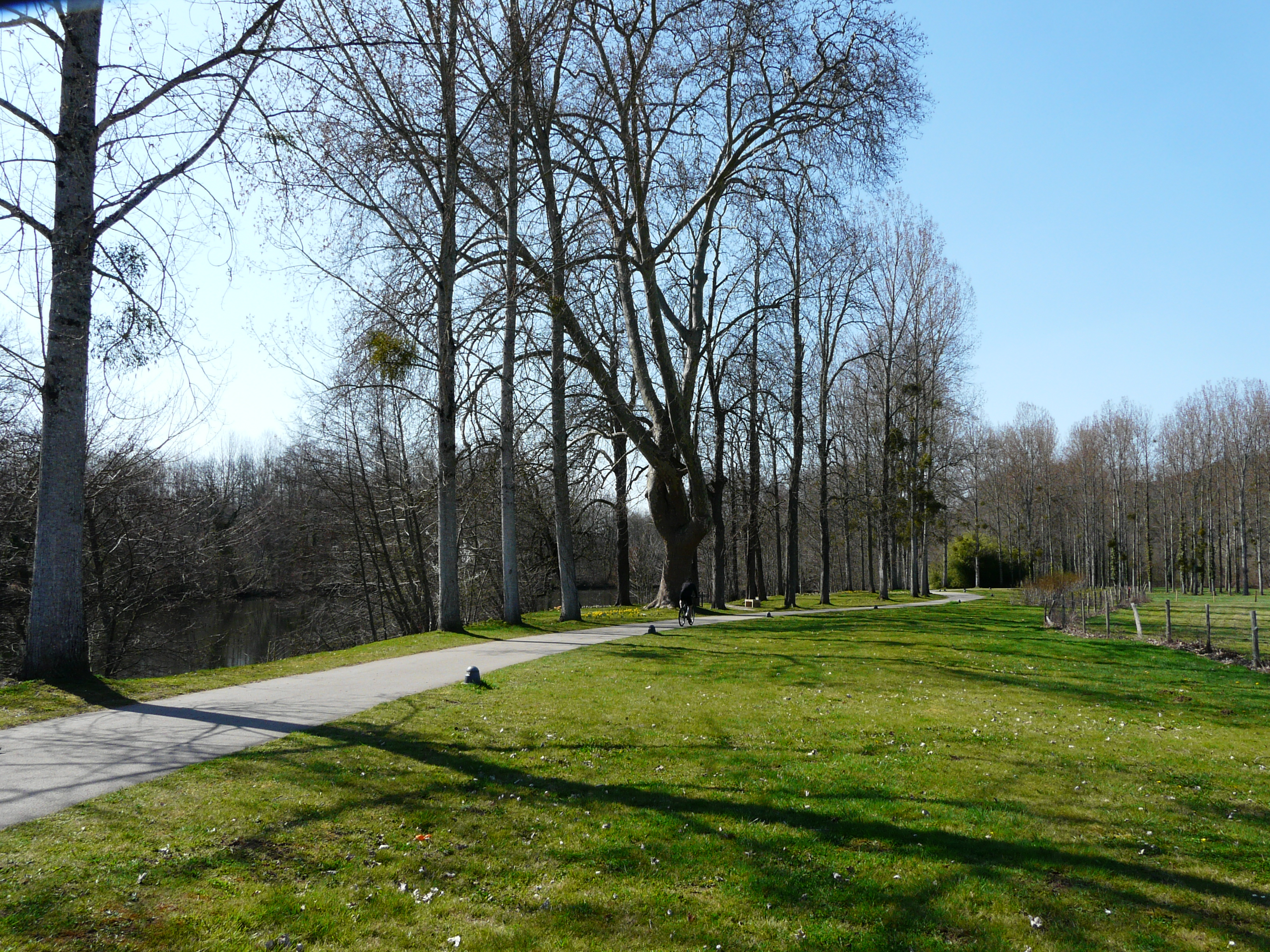
特雷利萨克的一处绿道

特雷利萨克位于法国西南部，新阿基坦大区中部和多尔多涅省中部，距离省会佩里格大约6公里。与特雷利萨克接壤的市镇包括：科尔尼耶、昂托讷和特里戈南、巴西亚克和欧布罗什、佩里格、尚瑟维内勒、布拉扎克-伊勒-马努瓦尔、布拉扎克。

### 地形
特雷利萨克位于佩里戈尔丘陵腹地的一处河谷之中，境内以丘陵和浅丘为主，市镇中心位于一处地势较为平坦的河谷地带，全境海拔在82到239米之间。

### 水文
伊勒河自东向西流经境内，属于加龙河流域。

### 植被
特雷利萨克属于温带阔叶混交林区，林地广泛分布于河流附近及丘陵地带。
在鲜花城市的评比中，特雷利萨克被评为2星级鲜花城市。

### 气候
特雷利萨克在柯本气候分类法中属于温带海洋性气候。
距离特雷利萨克最近的常年气象站位于佩里格境内，以下为该气象站的数据：
| 佩里格1981年－2019年                    | 佩里格1981年－2019年 | 佩里格1981年－2019年 | 佩里格1981年－2019年 | 佩里格1981年－2019年 | 佩里格1981年－2019年 | 佩里格1981年－2019年 | 佩里格1981年－2019年 | 佩里格1981年－2019年 | 佩里格1981年－2019年 | 佩里格1981年－2019年 | 佩里格1981年－2019年 | 佩里格1981年－2019年 | 佩里格1981年－2019年 |
| 月份                                    | 1月                  | 2月                  | 3月                  | 4月                  | 5月                  | 6月                  | 7月                  | 8月                  | 9月                  | 10月                 | 11月                 | 12月                 | 全年                 |
| --------------------------------------- | -------------------- | -------------------- | -------------------- | -------------------- | -------------------- | -------------------- | -------------------- | -------------------- | -------------------- | -------------------- | -------------------- | -------------------- | -------------------- |
| 历史最高温 °C（°F）                     | 18.5 (65.3)          | 26.6 (79.9)          | 27.6 (81.7)          | 29 (84)              | 32.4 (90.3)          | 38.3 (100.9)         | 40.2 (104.4)         | 40 (104)             | 36.1 (97.0)          | 31.1 (88.0)          | 22.4 (72.3)          | 19.1 (66.4)          | 40.2 (104.4)         |
| 平均高温 °C（°F）                       | 9.2 (48.6)           | 10.5 (50.9)          | 14.2 (57.6)          | 16.7 (62.1)          | 20.8 (69.4)          | 23.7 (74.7)          | 27.4 (81.3)          | 27.1 (80.8)          | 24.2 (75.6)          | 19 (66)              | 12.8 (55.0)          | 10 (50)              | 18 (64)              |
| 日均气温 °C（°F）                       | 5.3 (41.5)           | 5.9 (42.6)           | 8.7 (47.7)           | 10.9 (51.6)          | 14.8 (58.6)          | 17.8 (64.0)          | 20.6 (69.1)          | 20.3 (68.5)          | 17.3 (63.1)          | 13.6 (56.5)          | 8.5 (47.3)           | 5.9 (42.6)           | 12.5 (54.5)          |
| 平均低温 °C（°F）                       | 1.4 (34.5)           | 1.2 (34.2)           | 3.3 (37.9)           | 5.1 (41.2)           | 8.9 (48.0)           | 12.1 (53.8)          | 13.9 (57.0)          | 13.3 (55.9)          | 10.6 (51.1)          | 8.4 (47.1)           | 4.3 (39.7)           | 1.7 (35.1)           | 7 (45)               |
| 历史最低温 °C（°F）                     | −21.5 (−6.7)         | −12.5 (9.5)          | −12 (10)             | −5 (23)              | −2 (28)              | 1 (34)               | 5 (41)               | 1 (34)               | 0 (32)               | −3.2 (26.2)          | −9.1 (15.6)          | −11 (12)             | −21.5 (−6.7)         |
| 平均降水量 mm（）                       | 63 (2.5)             | 55.5 (2.19)          | 58.1 (2.29)          | 64.8 (2.55)          | 61.6 (2.43)          | 41.7 (1.64)          | 42.1 (1.66)          | 33.7 (1.33)          | 34.8 (1.37)          | 45.7 (1.80)          | 49.9 (1.96)          | 56.9 (2.24)          | 607.7 (23.93)        |
| 月均日照時數                            | 85.4                 | 111.3                | 167.4                | 178                  | 210.8                | 231.7                | 248                  | 240.2                | 199.3                | 136.9                | 88.7                 | 78.2                 | 1,975.9              |
| 来源：infoclimat.fr, annuaire-mairie.fr |                      |                      |                      |                      |                      |                      |                      |                      |                      |                      |                      |                      |                      |

## 行政区划
特雷利萨克是法国新阿基坦大区多尔多涅省的一个市镇，编号为24557。特雷利萨克隶属于佩里格区和多尔多涅省第一选区，管理特雷利萨克县，同时也是大佩里格城市圈公共社区的组成部分。
法国国家统计与经济研究所（简称）在进行数据统计时，将特雷利萨克及相邻的另外6个市镇设为佩里格城市核心区，并将包括核心区在内的周边共43个市镇划为佩里格城市区。自2020年起，佩里格城市区被包含49个市镇的佩里格城市辐射区代替。此外，还将特雷利萨克市镇分为了2个“块区”（IRIS），以便于统计人口分布情况。

## 交通

### 公路
法国国道N21线和多条多尔多涅省省道在特雷利萨克境内交汇，其市区内的道路大部分已完成城市化改造，配套建有照明、排水等设施。
| 16 布里夫 波尔多 | 8 |

| 佩里格 | 6 |

| 萨拉拉卡内达 | 65 |

| 利摩日 | 97 |

| 圣伊里耶拉佩尔什 | 56 |

| 波尔多 | 142 |

| 布里夫 | 74 |

2018年，79.3%的特雷利萨克家庭拥有至少一辆私人汽车。2019年，特雷利萨克境内共发生各类交通事故4起，造成7人受伤。

### 铁路
距离特雷利萨克最近的铁路乘降所为布拉扎克站上，该站建成于2020年12月，停靠往返于佩里格和布里夫拉盖亚尔德一线的区域列车。

### 航空
距离特雷利萨克最近的运营中的民用航空站为布里夫-苏亚克机场，距离特雷利萨克市中心的公路里程约80公里。

### 城市公共交通
佩里格城市公共交通（商业名称为）是佩里格的城市公共交通系统。截至2022年1月，该系统共包括数十条公交线路，其中公交C线、D线、K3线、K5线、R1线、R2线、R3线、E3线和E4线路网覆盖了特雷利萨克市区内的主要街道和居民区。

## 政治

### 市政内阁

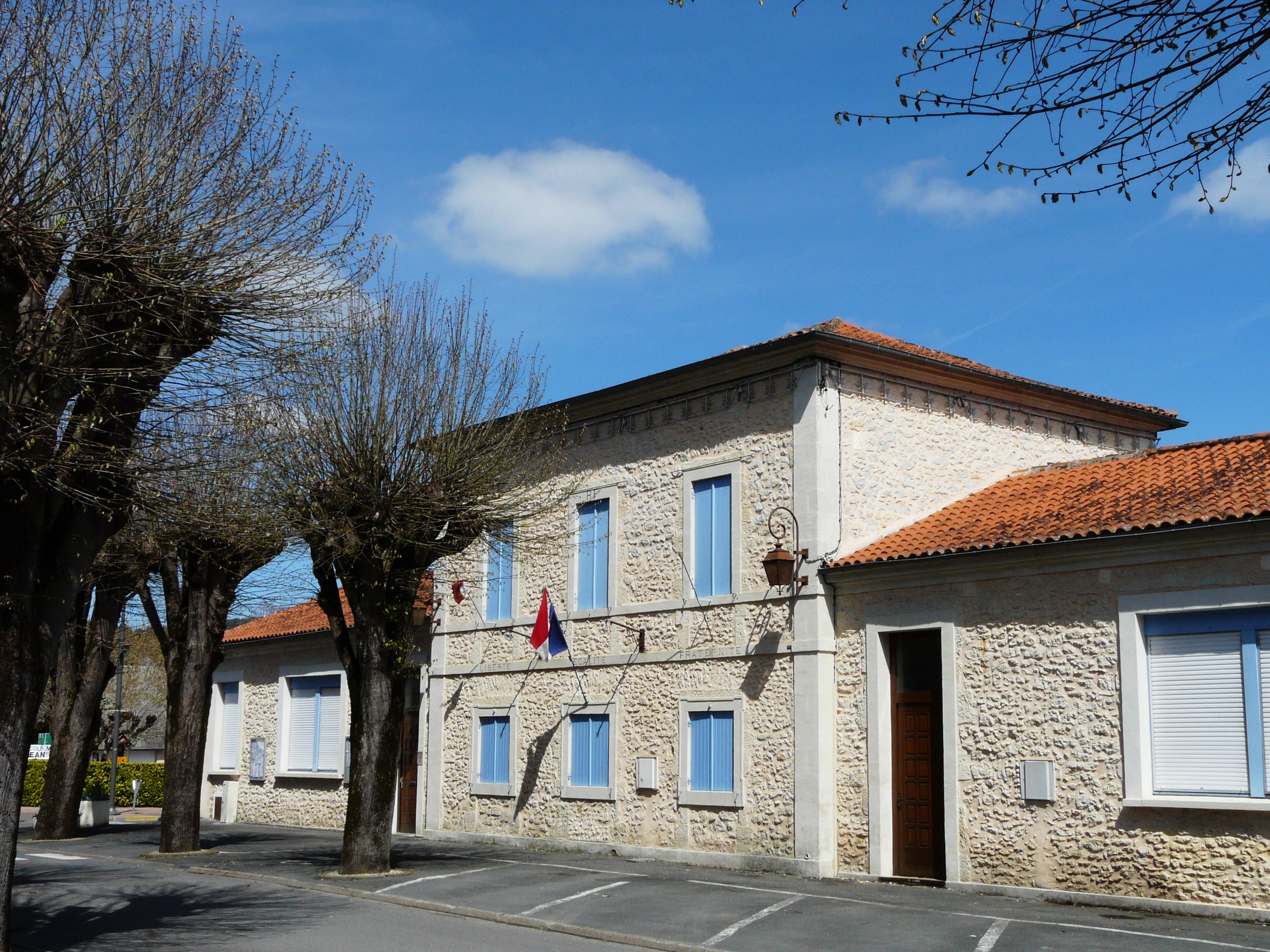
特雷利萨克市政厅

特雷利萨克的现任市长为弗朗西斯·科尔巴克先生（Francis Colbac），他是法国共产党的一名成员，在2020年的市政选举中获得了56.01%的支持率。
| 特雷利萨克历届市长 | 特雷利萨克历届市长                  | 特雷利萨克历届市长          |
| 任期               | 市长                                | 党派                        |
| ------------------ | ----------------------------------- | --------------------------- |
| 1944年－1945年     | Hervé Lothaire 埃尔韦·洛泰尔        | 不详                        |
| 1945年－1947年     | Paul Eyraud 保罗·埃罗               | 不详                        |
| 1947年－1951年     | Hervé Lothaire 埃尔韦·洛泰尔        | 不详                        |
| 1951年－1971年     | Firmin Daudou 菲尔曼·多杜           | 不详                        |
| 1971年－1977年     | Jean-Louis Soustre 让-路易·苏斯特尔 | UDR共和国保卫联盟 →PS社会党 |
| 1977年－1983年     | Michel Grandou 米歇尔·格朗杜        | PCF法国共产党               |
| 1983年－           | Francis Colbac 弗朗西斯·科尔巴克    | PCF法国共产党               |

### 各级选举
| 特雷利萨克历届投票选举结果 | 特雷利萨克历届投票选举结果       | 特雷利萨克历届投票选举结果 | 特雷利萨克历届投票选举结果          | 特雷利萨克历届投票选举结果 | 特雷利萨克历届投票选举结果 | 特雷利萨克历届投票选举结果          | 特雷利萨克历届投票选举结果 | 特雷利萨克历届投票选举结果 |
| 选举项目                   | 选区单位                         | 选举结果                   | 选举结果                            | 选举结果                   | 选举结果                   | 选举结果                            | 选举结果                   | 参考资料                   |
| 选举项目                   | 选区单位                         | 第一轮胜出者               | 第一轮胜出者                        | 支持率                     | 第二轮胜出者               | 第二轮胜出者                        | 支持率                     | 参考资料                   |
| -------------------------- | -------------------------------- | -------------------------- | ----------------------------------- | -------------------------- | -------------------------- | ----------------------------------- | -------------------------- | -------------------------- |
| 2017年法國總統選舉         | 特雷利萨克市镇                   |                            | 埃马纽埃尔·马克龙                   | 26.87%                     |                            | 埃马纽埃尔·马克龙                   | 76.25%                     | [ 19 ]                     |
| 2017年法国立法选举         | 多尔多涅省第一选区（特雷利萨克） |                            | 菲利普·沙桑                         | 38.73%                     |                            | 菲利普·沙桑                         | 55.84%                     | [ 19 ]                     |
| 2019年欧洲议会选举         | 特雷利萨克市镇                   |                            | Renaissance                         | 23.08%                     | （不适用）                 | （不适用）                          | （不适用）                 | [ 19 ]                     |
| 2021年法国省级选举         | 特雷利萨克县                     |                            | BOUCAUD Christelle DOBBELS Stéphane | 54.9%                      |                            | BOUCAUD Christelle DOBBELS Stéphane | 69.94%                     | [ 20 ]                     |
| 2021年法国大区选举         | 特雷利萨克市镇                   |                            | 阿兰·鲁塞                           | 35.7%                      |                            | 阿兰·鲁塞                           | 47.01%                     | [ 21 ]                     |

## 人口
2018年，特雷利萨克市镇人口数量为6,821，在法国排名第1,561位。其中男性3,139人，女性3,682人，75岁及以上人口占12.2%，外籍人口数量为1,370人，人口密度为298人/平方公里，当地居民被称为（男性）或（女性）。2019年，特雷利萨克境内出生65人，死亡人口92人。
| 年份   | 1936  | 1946  | 1954  | 1962  | 1968  | 1975  | 1982  | 1990  | 1999  | 2005  | 2010  | 2015  | 2019  |
| ------ | ----- | ----- | ----- | ----- | ----- | ----- | ----- | ----- | ----- | ----- | ----- | ----- | ----- |
| 人口數 | 1,866 | 2,441 | 2,480 | 3,847 | 5,037 | 5,502 | 6,186 | 6,660 | 6,422 | 6,541 | 7,097 | 6,628 | 7,006 |

## 经济
特雷利萨克是一个区域性的中心城市。截止2022年1月，特雷利萨克市镇范围内共有各类用人单位（包含自雇）1,044家，平均历史为16年，其中96.66%为中小型企业（PME）。（大型零售）、（汽车销售）及（汽车销售）是当地2020年营业额最高的三个企业，分别为117,651,710欧元、44,792,567欧元和38,322,716欧元。

## 财政与居民收入
2020年，特雷利萨克的财政收入总额为8,809,650欧元，财政支出总额为7,414,760欧元，当年的债务总额为10,528,200欧元。2021年，特雷利萨克共获得440,330欧元的国家财政补助，比上一年减少了2.31%。
2019年，特雷利萨克的人均月收入总额为2,070欧元，其中高级职员为3,665欧元，低于法国平均水平（4,230欧元）；中级职员为2,318欧元，低于法国平均水平（2,411欧元）；普通职员为1,675欧元，亦低于法国平均水平（1,740欧元）。
2018年，特雷利萨克境内的青壮年（15至64岁）失业率为10.9%，当地51.2%的家庭拥有纳税资格，平均纳税3,015欧元，低于法国平均水平（3,910欧元）。

## 社会事务

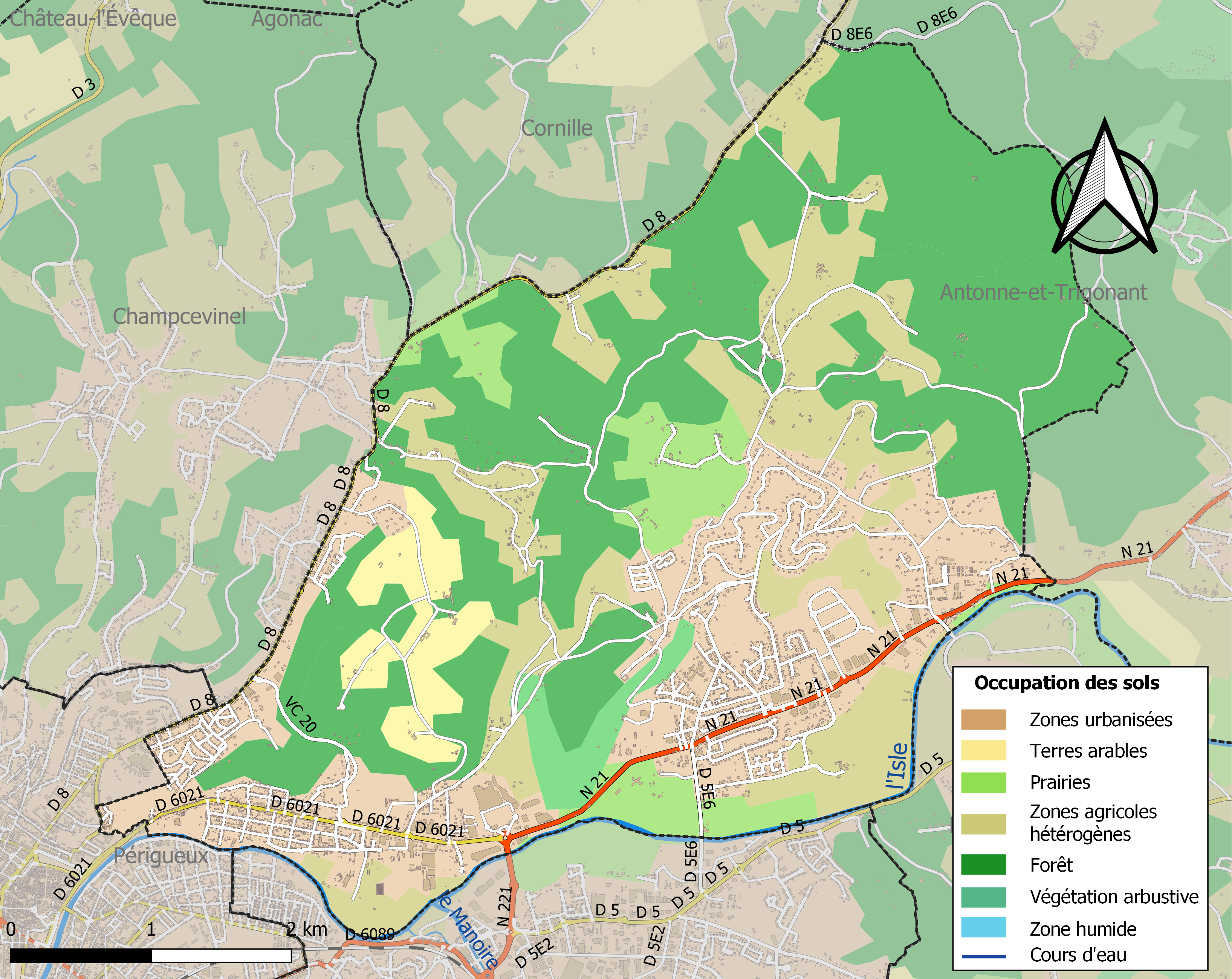
特雷利萨克土地利用情况地图

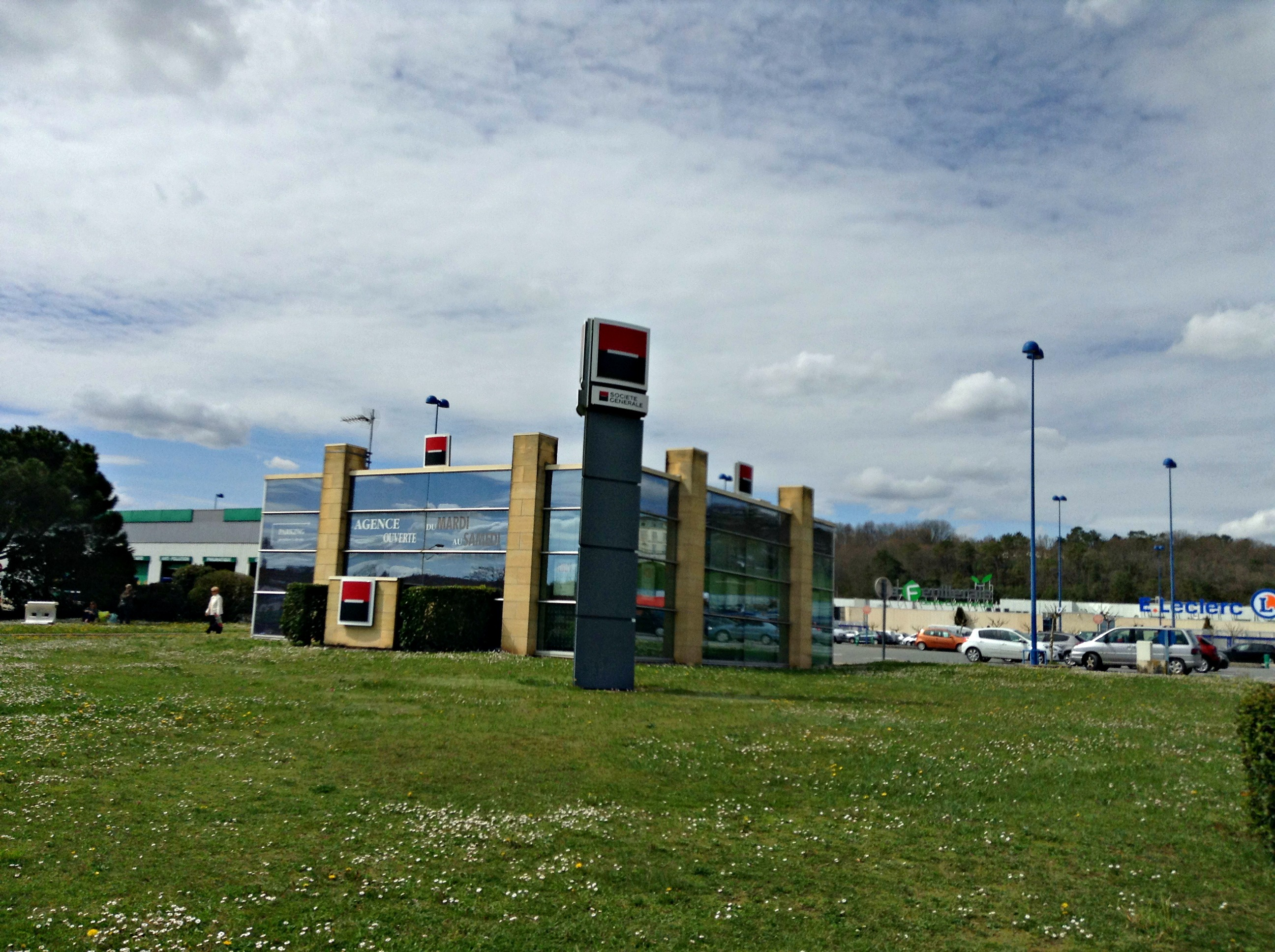
特雷利萨克的一处银行

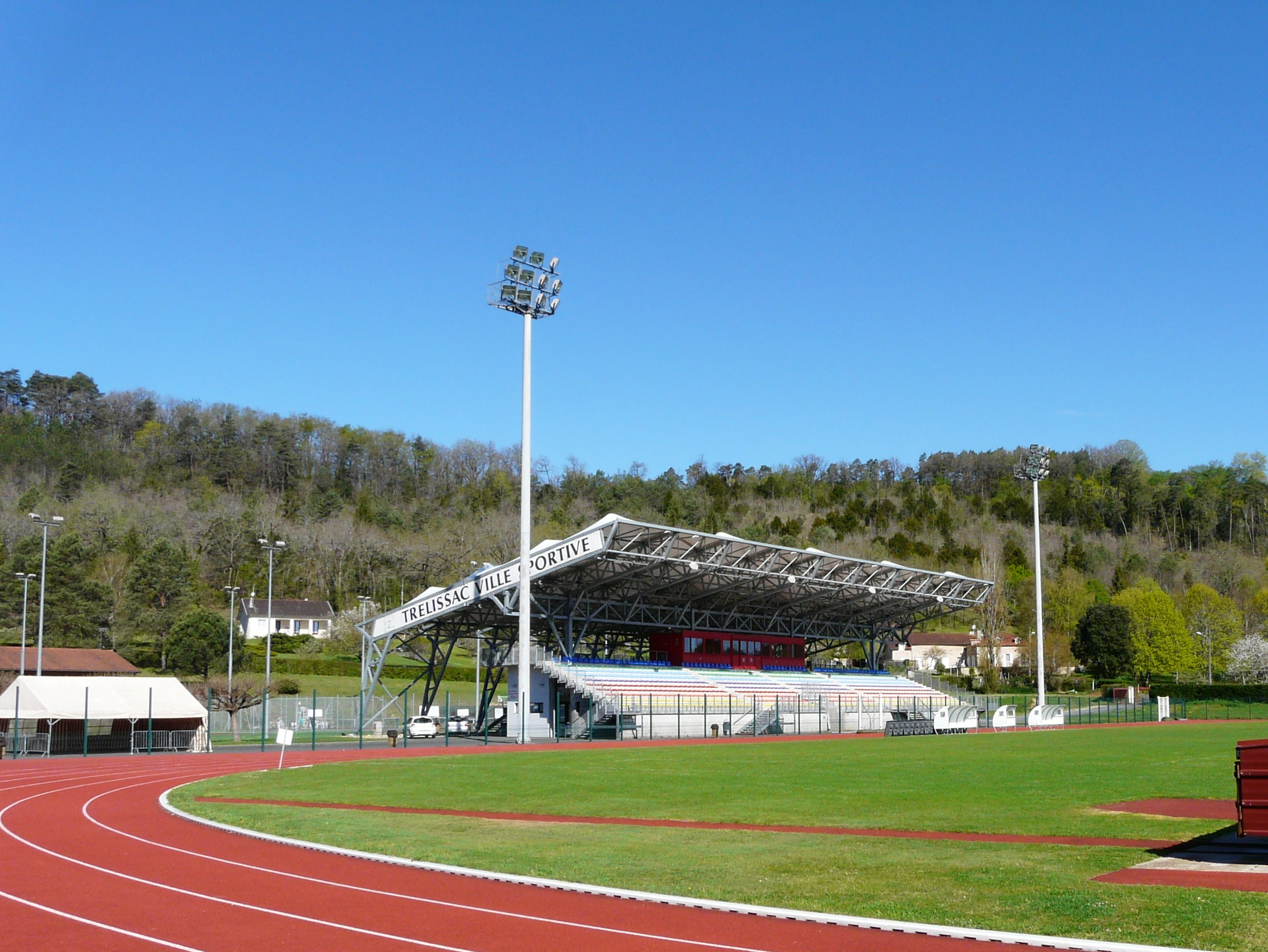
菲尔曼·多杜球场

### 教育
特雷利萨克属于波尔多学区。截止2020年1月1日，特雷利萨克境内共有2所幼儿园和3所小学。

### 医疗
截止2020年1月1日，特雷利萨克境内共有全科医生9名、保健师7名、牙医5名、护士13名和眼科医生5名。境内共有药房3家、养老院1家、残疾人帮扶中心2家。
距离特雷利萨克最近的区域性医疗机构为佩里格中心医院（Centre Hospitalier de Périgueux），其主病区位于佩里格市区东北部，距离特雷利萨克市区的正常车程在10分钟以内，该院设有床位725个，是当地规模最大的公立综合性医院。

### 住房
2018年，特雷利萨克境内共有各类住房3,812套，其中74.1%为独立式居民区，25.7%为集中式居民区。常住房屋占特雷利萨克市镇范围内居民建筑总量的88.7%。
在住房保障政策方面，2020年，特雷利萨克境内共有577户家庭获得了住房经济补助，受益人数占总人口数量的8.5%，其中549份为房租补助。

### 商业
2019年，特雷利萨克境内共有各类实体商铺229家，其中餐厅27家、大型超市10家、杂货店2家、面包房8家、肉铺3家、书店7家、装饰品店4家、银行门店5家、美容美发店16家、汽车维修店26家。市区中部建有拉弗耶赖商业中心（Centre Commercial La Feuilleraie），有E.Leclerc、利多超市、Go Sport等商场以及肯德基、汉堡王、Del Arte等餐厅。

### 体育
2020年，特雷利萨克境内共有1间体育馆、2座综合体育场、8处网球场、1处马术场、3处足球或橄榄球场以及4处篮球或排球场。
截至2022年1月，特雷利萨克足球俱乐部（编号552085）是当地唯一的注册足球队，该队成立于1950年，2021至2022赛季参加法国全国乙组联赛（法丁），其主场菲尔曼·多杜球场（Stade Firmin Daudou）位于市区东部。在2015至2016赛季法国杯中，该队因战胜了里尔和克莱蒙费朗两支职业足球队而受到关注。
特雷利萨克竞技体育是当地的一支橄榄球俱乐部，2021至2022赛季参加法国全国橄榄球甲组联赛（法丁）。

### 环境
特雷利萨克的环境事务由其所属的大佩里格城市圈公共社区负责。2019年，特雷利萨克境内暂无污染企业。

### 治安
特雷利萨克所在地是佩里格宪兵总队的管辖范围。2020年，该宪兵总队辖区内共6个市镇累计发生各类案件3,494起，其中盗窃类案件1,798起，经济类案件460起，毒品交易类案件194起。

## 文化
2020年，特雷利萨克境内暂无任何文化设施。

### 建筑
特雷利萨克境内有多处历史建筑，其中法国国家文物保护单位包括科萨德城堡、马涅城堡等，圣母升天教堂（Église Notre-Dame de l'Assomption）则是当地的地标性建筑物。

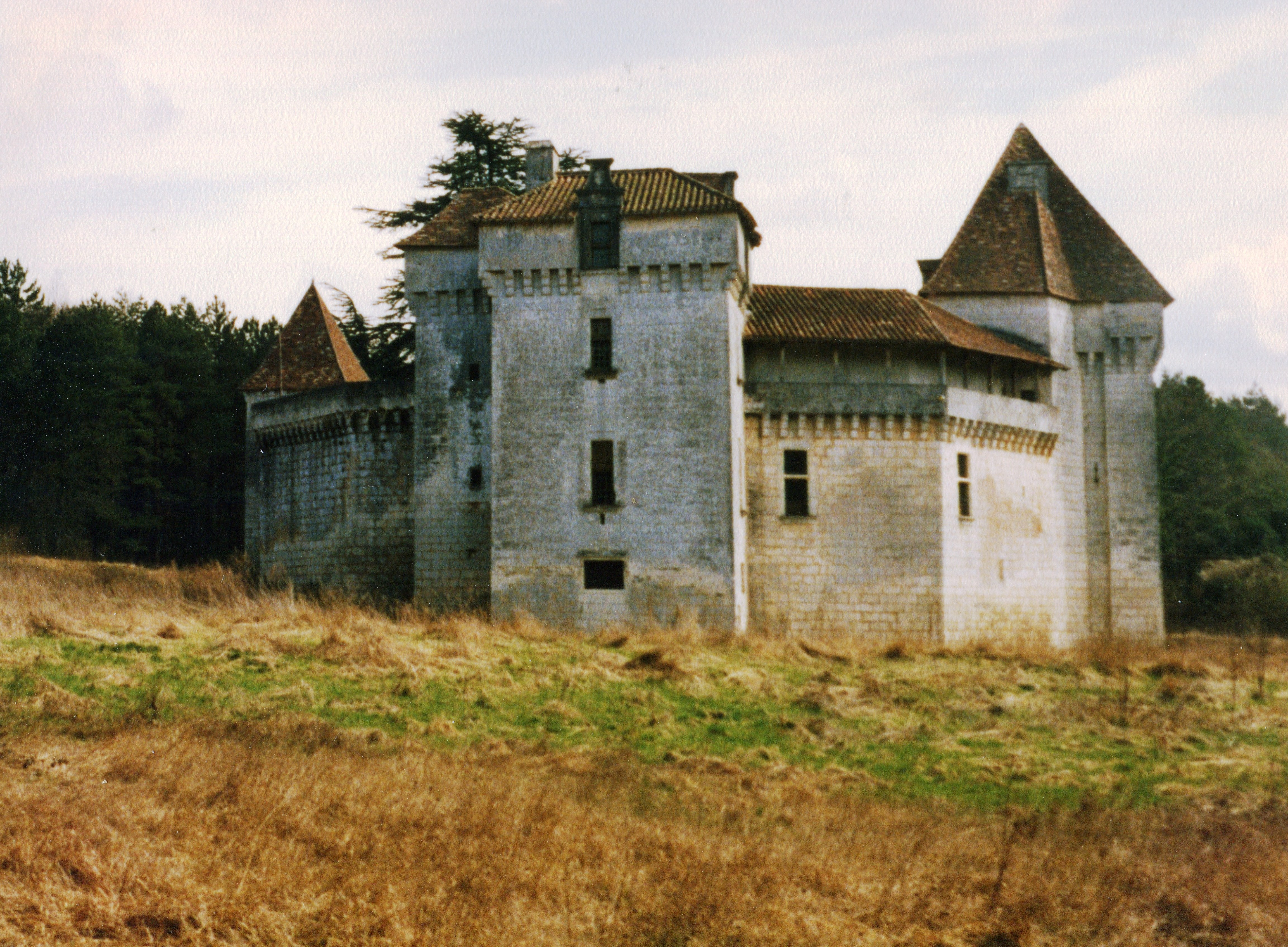
科萨德城堡（法语：Château de Caussade）
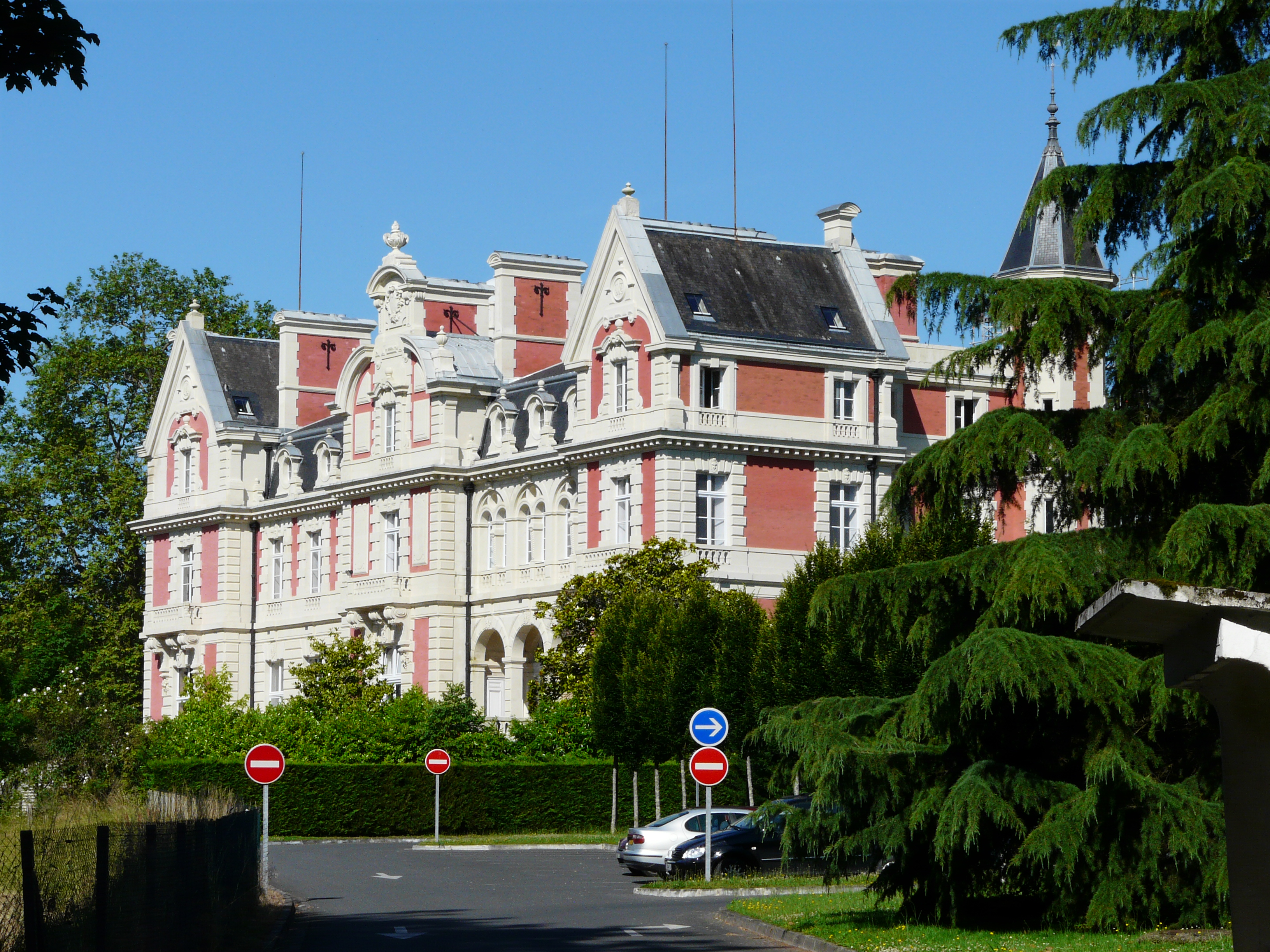
马涅城堡（法语：Château Magne）
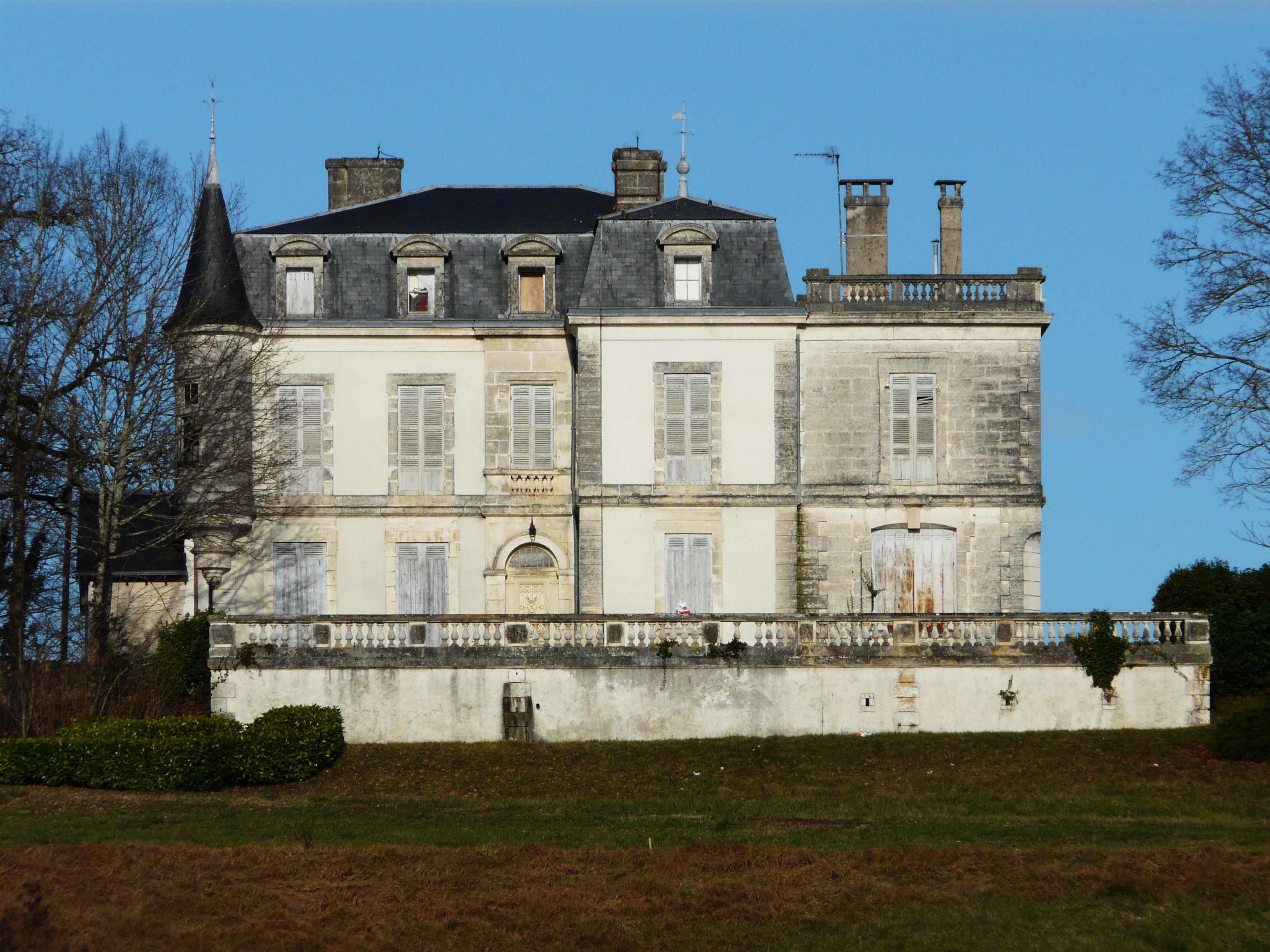
拉弗耶赖城堡
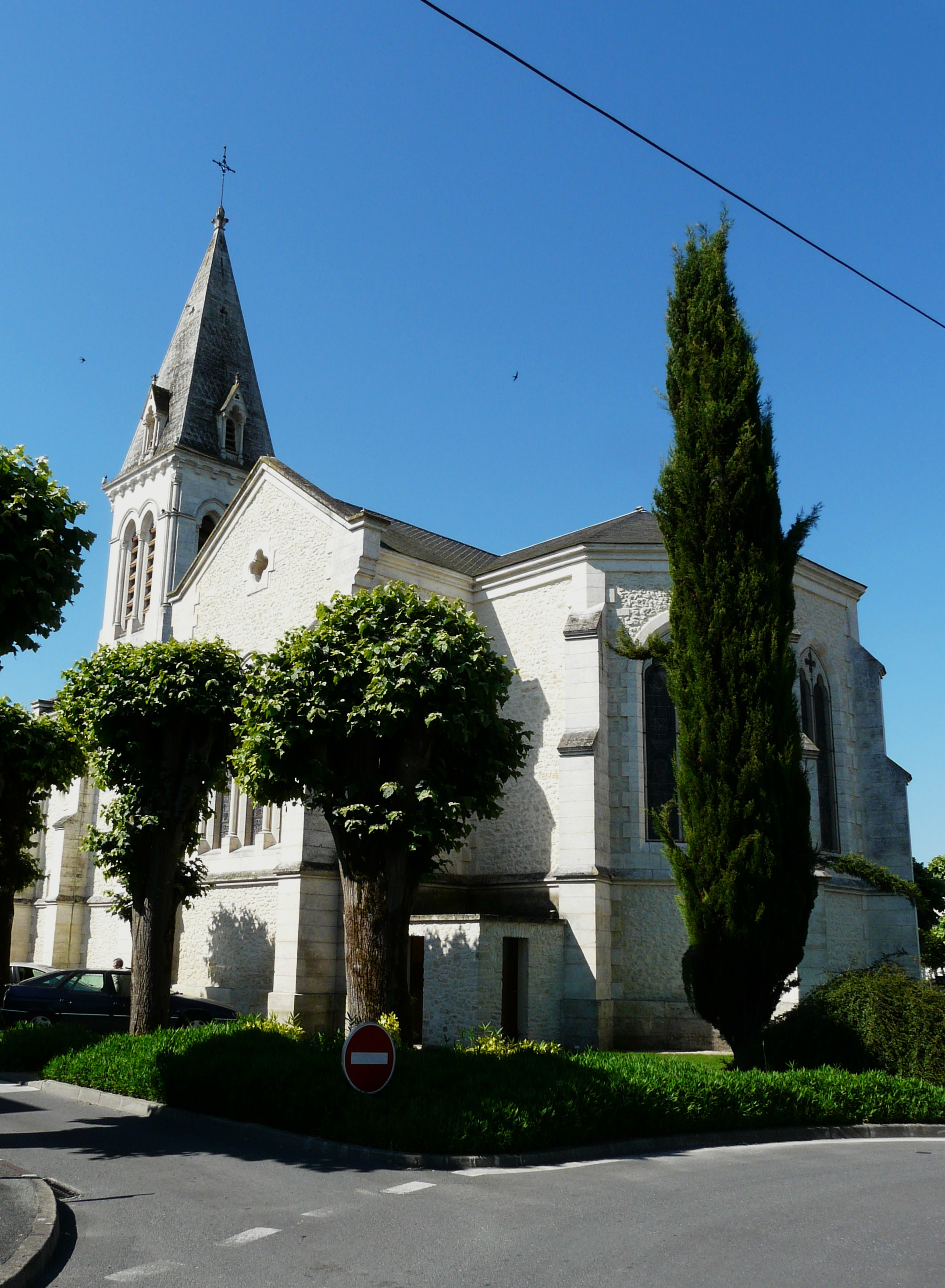
圣母升天教堂
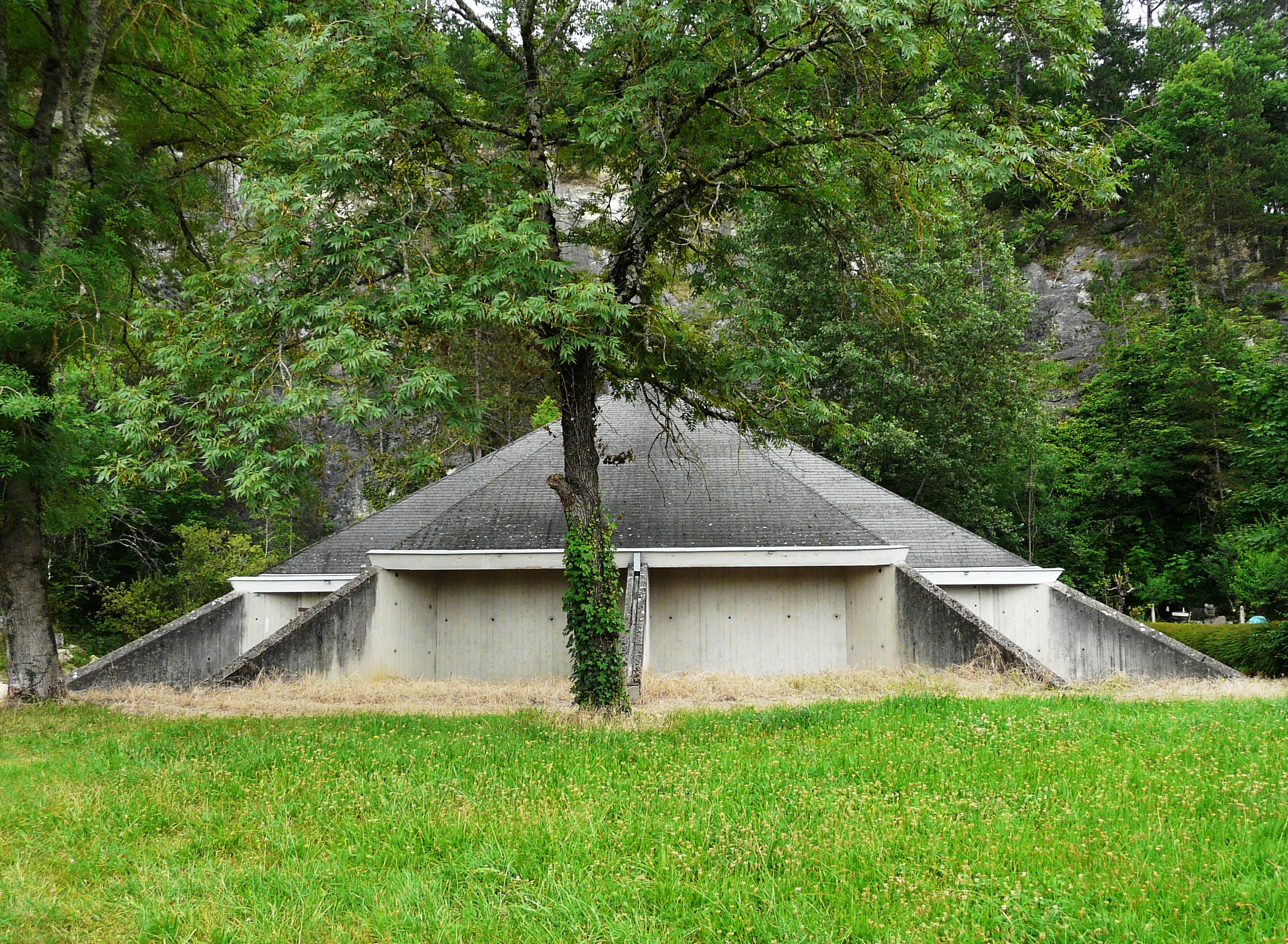
莫里尤小教堂
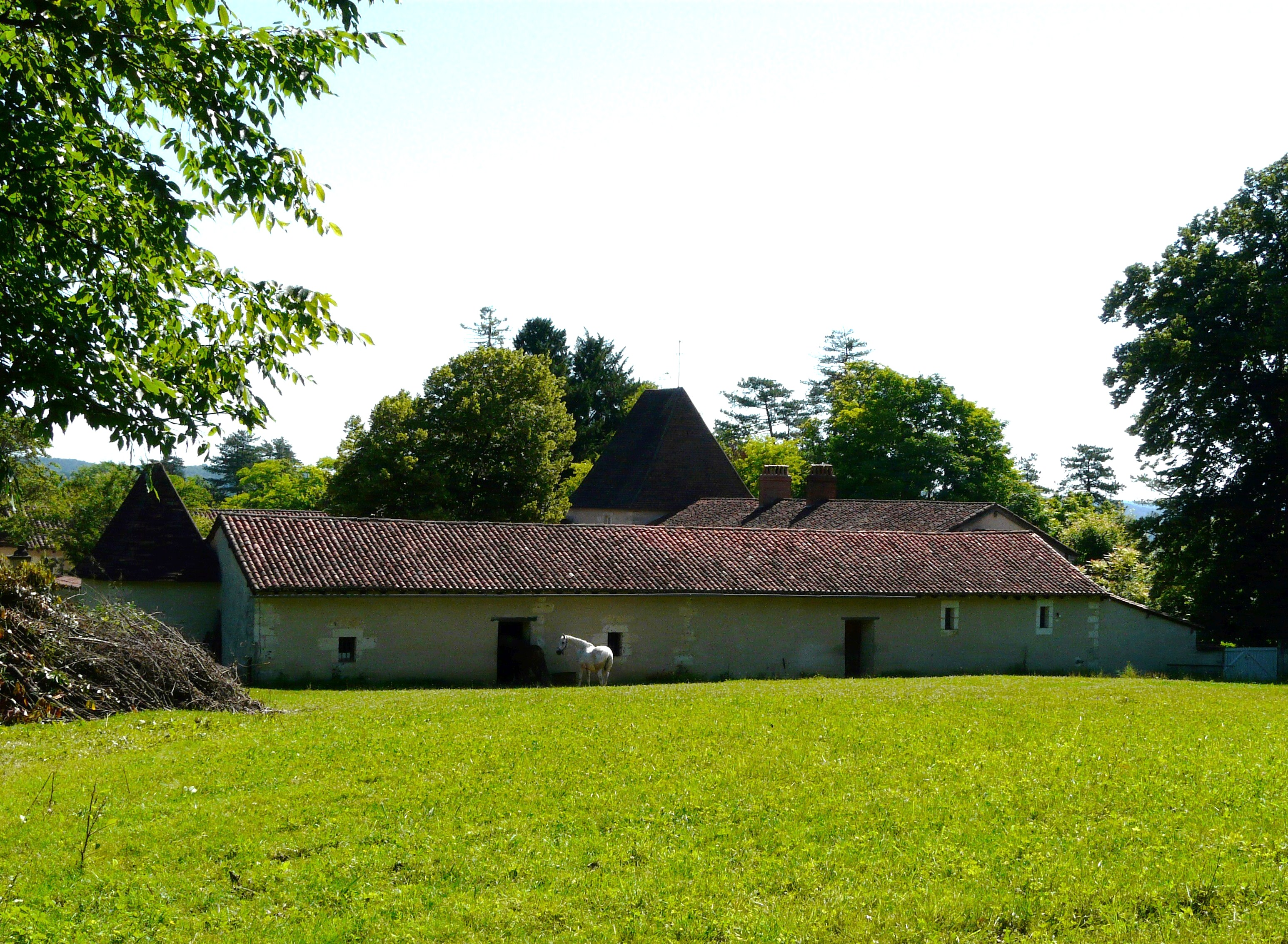
农舍
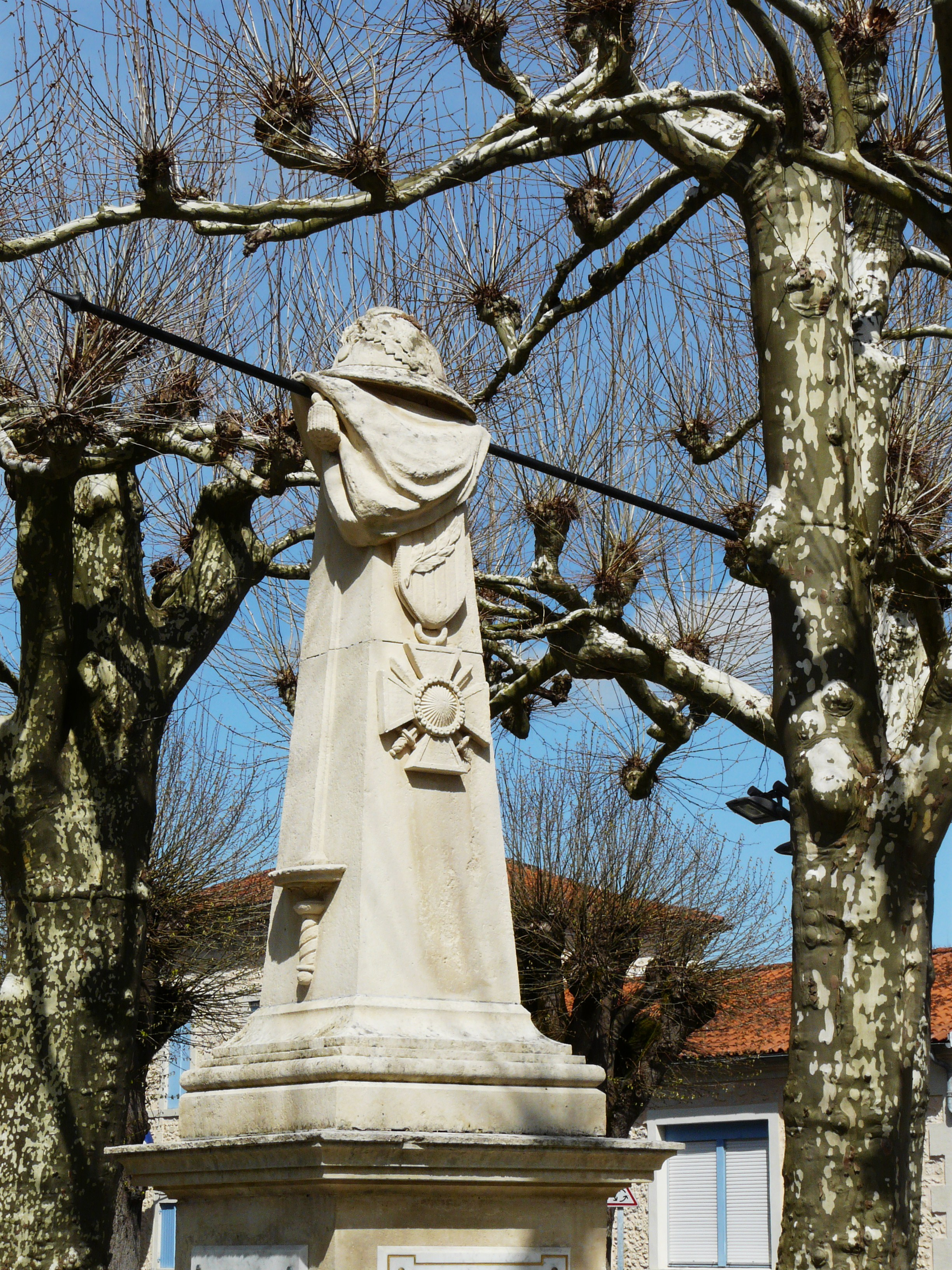
烈士纪念碑

### 旅游
特雷利萨克的旅游事务由其所属的大佩里格城市圈公共社区负责。2021年，特雷利萨克境内共有1家酒店共计60间房间。

### 媒体
法国主要的媒体均可在特雷利萨克接收，法国电视三台下属的新阿基坦大区频道在部分时段播出特雷利萨克所属区域的地方新闻。《西南报》、《多尔多涅自由报》、蓝色法兰西佩里格广播、伊莎贝尔广播等是当地主要的地方性媒体。

## 相关人物
法国橄榄球运动员蒂耶里·蒂索图瓦曾效力于特雷利萨克橄榄球俱乐部。

## 友好城市
截至2022年1月，特雷利萨克暂未建立任何友好城市关系。